# ABBA spettacolo
ABBA spettacolo (ABBA: The Movie) è un film sulla tournée australiana compiuta dagli ABBA nel 1977. Il regista è Lasse Hallström, lo stesso che ha firmato la maggior parte dei videoclip del gruppo svedese. Il film è uscito nel dicembre 1977 (in Italia nel maggio 1978) in contemporanea con la pubblicazione dell'album ABBA: The Album, del quale vengono mostrate le esecuzioni dal vivo di numerosi brani, oltre a diverse canzoni di successo precedenti e all'inedita "Get on the Carousel", mai incisa su disco.

## Trama
Il film illustra il tour australiano degli ABBA attraverso il racconto in prima persona delle disavventure di Ashley Wallace, giovane disc jockey che conduce un programma di musica country per un'emittente radiofonica locale. Ashley riceve l'incarico di realizzare un'intervista esclusiva a tu per tu con gli ABBA, in procinto di sbarcare in Australia per un tour attraverso le principali città. Il DJ non sa nulla degli ABBA, ma si renderà presto conto, suo malgrado, dell'enorme popolarità raggiunta dal gruppo svedese anche in quel lontano Paese. Dopo aver mancato l'arrivo del gruppo all'aeroporto di Sydney, non giunge in tempo alla conferenza stampa alla Sydney Opera House perché imbottigliato nel traffico e non riuscirà nemmeno ad assistere ai concerti in programma perché ha dimenticato di portare con sé la sua tessera della stampa e i biglietti, ovviamente, sono da tempo tutti esauriti. Il cronista, tuttavia, non si dà per vinto e, armato del suo inseparabile registratore a bobine, si butta all'inseguimento degli ABBA attraverso le tappe disseminate sul continente australiano (dopo Sydney, Perth e Adelaide), senza mai riuscire ad avvicinarli. Anche quando i suoi stratagemmi usati per entrare ai concerti andranno a buon fine (sempre privo della tessera della stampa), Ashley sarà regolarmente respinto dall'inflessibile guardia del corpo che ormai lo ha preso di mira. Finalmente a Melbourne, ultima tappa del tour, le cose sembrano prendere una piega favorevole: dapprima riesce ad avvicinare Stig Anderson, il manager del gruppo, e a strappagli la promessa di un appuntamento con gli ABBA per l'indomani mattina, ultimo giorno utile. La sera stessa riesce finalmente ad assistere al concerto addirittura da un posto in prima fila, quindi si addormenta sognando. Quando si risveglia è ormai troppo tardi. Rientrato in hotel disperato e rassegnato alla prospettiva concreta di un licenziamento più volte minacciatogli se non fosse riuscito a raggiungere l'obiettivo, si imbatte miracolosamente nel quartetto svedese in ascensore e qui riuscirà finalmente a compiere l'intervista, che Ashley monterà a bordo del taxi che lo conduce alla stazione radiofonica dalla quale, in perfetto orario, l'intervista sarà infine trasmessa. Il film si conclude con gli ABBA che fanno ritorno in Europa su un aereo della Qantas con le note della sigla Thank You for the Music.

## Canzoni
- Tiger
- S.O.S.
- Money, Money, Money
- He Is Your Brother
- Waterloo
- Mamma Mia
- Rock Me
- I've Been Waiting for You
- Why Did It Have to Be Me?
- When I Kissed the Teacher
- The Name of the Game
- Get on the Carousel
- I'm a Marionette
- Fernando
- Dancing Queen
- So Long
- Eagle
- Thank You for the Music

## Edizioni Home Video

### Dvd
Disponibile Dvd Polar (doppio disco) dal titolo ABBA: The Movie, in inglese ma con possibilità di inserire sottotitoli italiani

n° cat. 0602498716991

Formati: Dvd9 / Dvd5

Formato audio: DTS, Dolby Digital 5.1, Dolby Digital Stereo

Lingua: inglese

Sottotitoli: Svedese, Inglese, Italiano, Francese, Spagnolo, Tedesco, Olandese e Portoghese

Contenuti speciali:
1. Abba: the Movie - Looking Back (conversazione sul film fra il regista, Benny Andersson e Björn Ulvaeus)
2. Tour Souvenir Program Gallery
3. Memorabilia Gallery
4. Il trailer originale
5. Abba: the Album Television Commercial